# Joop Stokkel
Joop Stokkel (né le 11 avril 1967 à Aalsmeerderbrug) est un cavalier handisport néerlandais de dressage.

## Biographie
À sept ans, Stokkel escalade la clôture d'une centrale électrique derrière la maison de ses parents, atteint un champ électrique, il est électrocuté par 50 000 volts. Sa jambe gauche et son bras droit doivent être amputés. Après l'accident, il commence d'abord le judo. Malgré la blessure, il commence la natation et à monter à cheval à 15 ans.
Stokkel commence sa carrière sportive comme nageur, représentant les Pays-Bas d'abord au championnat du monde en 1986, aux Jeux paralympiques d'été de 1988 à Séoul, remportant deux médailles d'or et une d'argent. Il remporte ensuite quatre championnats nationaux néerlandais ainsi que trois médailles d'or et deux d'argent aux Jeux paralympiques d'été de 1992 à Barcelone. Il reçoit la chevalerie hollandaise la même année.
Il participe à la première compétition internationale d'équitation handisport en 1991, se classant septième. Stokkel remporte le titre de champion du classement général aux Championnats du monde d'équitation handisport en 1998 à Hartpury, en Angleterre.
Aux Jeux paralympiques d'été de 1996 à Atlanta, il remporte la médaille de bronze de l'épreuve individuelle de niveau 3. Aux Jeux paralympiques d'été de 2000 à Sydney, il remporte la médaille d'or dans l'épreuve générale individuelle et l'argent dans l'épreuve de reprise libre individuelle de niveau 2 et celle dans la compétition par équipe avec l'équipe néerlandaise. Aux Jeux paralympiques d'été de 2004 à Athènes, Stokkel est le porte-drapeau de l'équipe néerlandaise lors de la cérémonie d'ouverture. Dans les compétitions équestres, il concourt avec le cheval Pegasus du champion olympique Anky van Grunsven. Il remporte à nouveau la médaille d'argent dans l'épreuve générale individuelle et la médaille de bronze de l'épreuve par équipes.
Après les Jeux Olympiques de 2004, il cesse la compétition. Il est nommé chevalier de l'Ordre d'Orange-Nassau et chevalier de l'Ordre du Lion néerlandais.